# 가마 (머리)

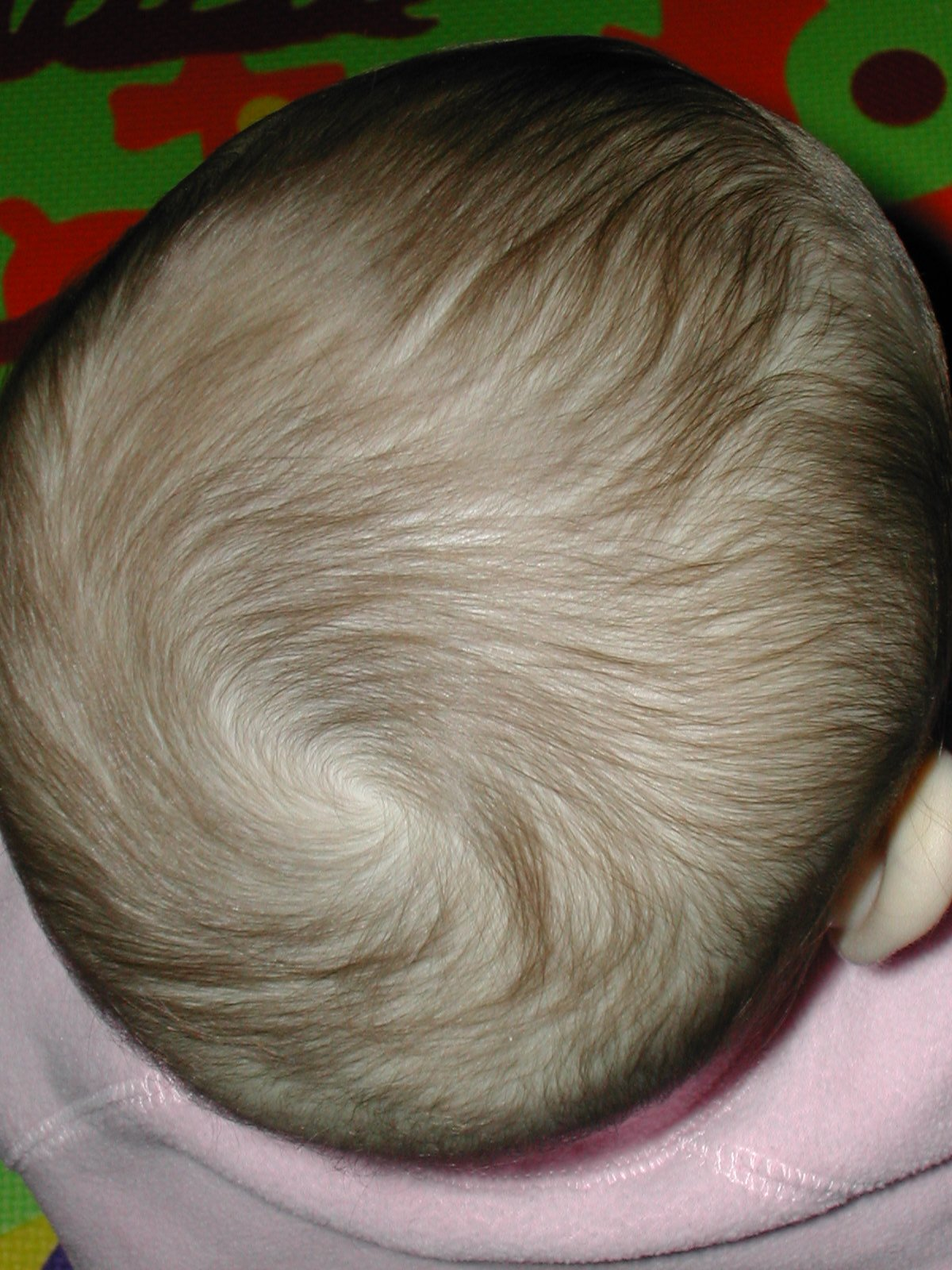
인간 아이에게서 난 가마

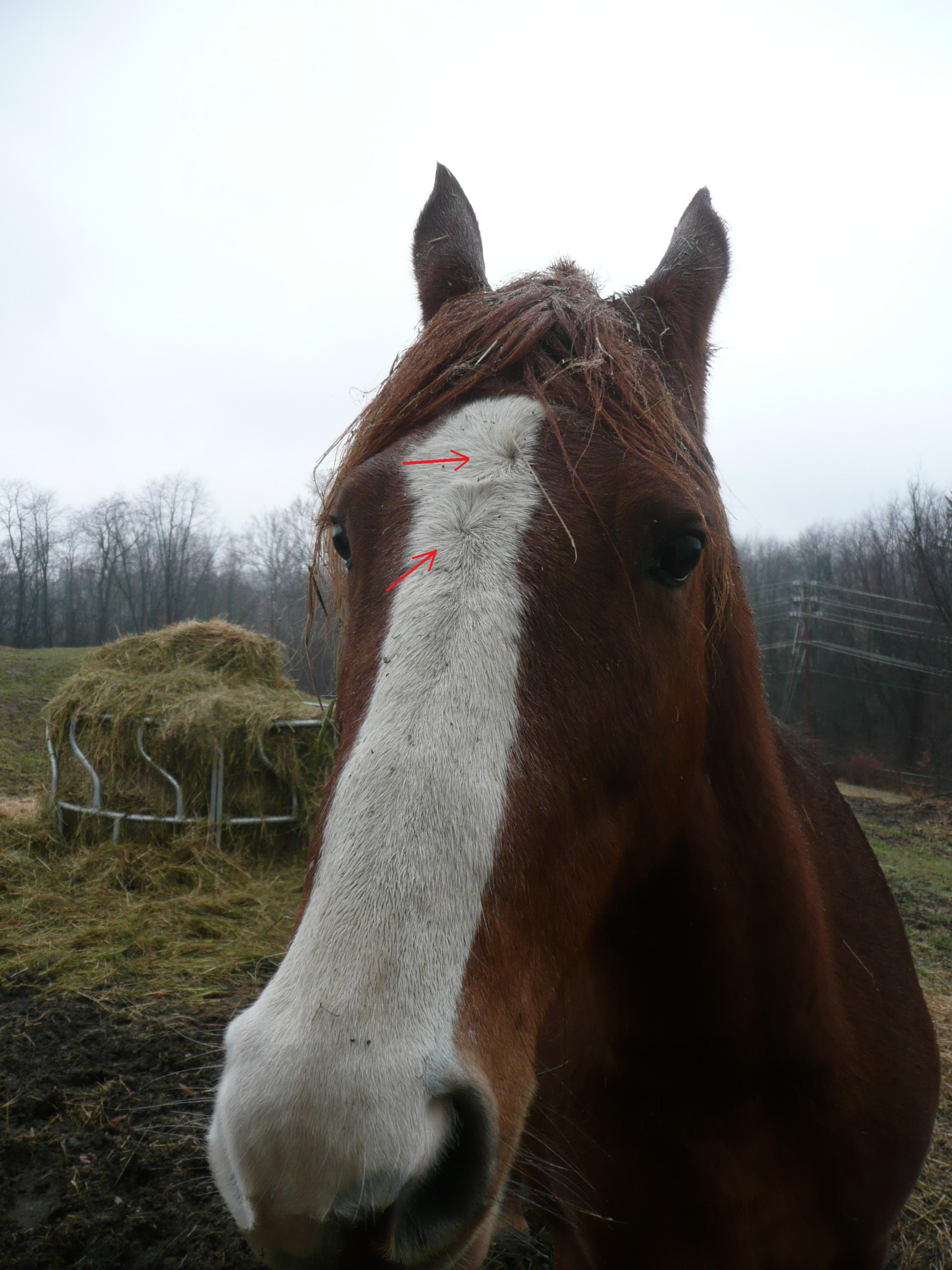
말의 얼굴 앞 부분에 보이는 가마

가마(Hair whorl), 뇌전(腦轉), 두선(頭旋)은 몸 중심부에 털이 한 곳으로 보인 부분이다. 가마는 털이 있는 대부분의 짐승에게 나타나며 꼭 사람의 머리, 짐승의 대가리의 정수리 주변에 나타나는 것은 아니며, 신체의 다른 곳에 나타날 수도 있다.